# Transport a Angola
Aquest és un article sobre el transport a Angola, un estat d'Àfrica Occidental.

Línies de ferrocarril a Angola

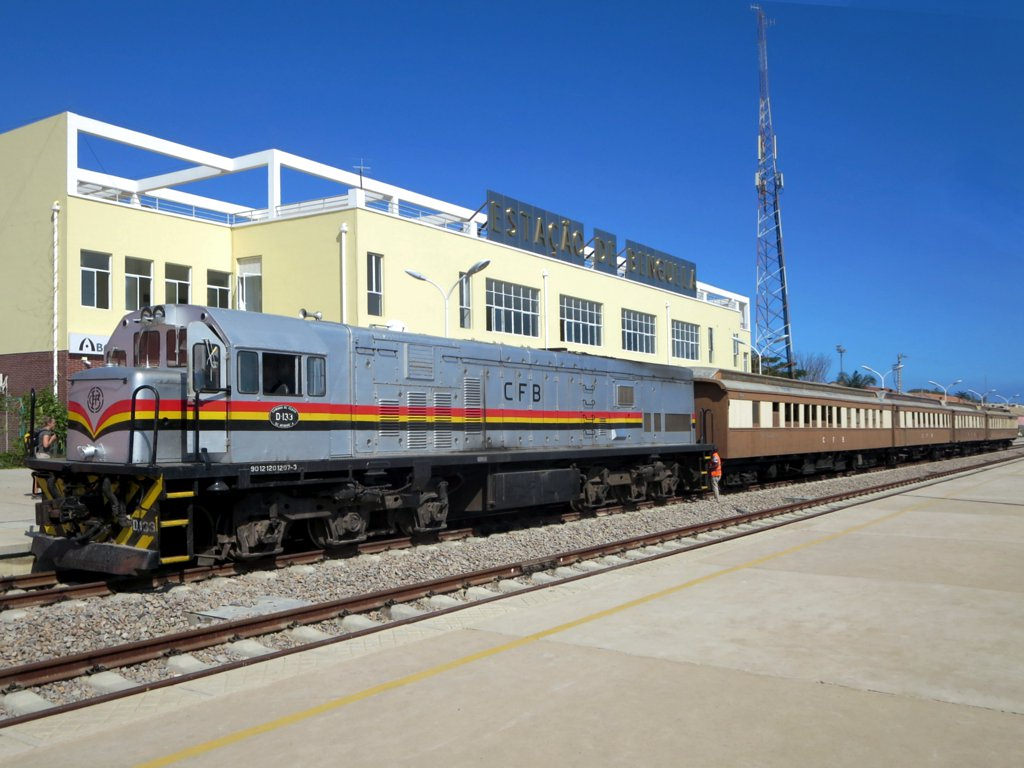
Estació de Benguela

## Ferrocarril
A Angola hi ha 2.761 km de línies fèrries (2.638 km d'ample de via de 1.067 mm, 123 km d'ample de via de 600 mm), algunes de les quals no estan vinculats a la xarxa nacional de la Direcçao Nacional dos Caminhos de Ferro i en part danyats per la guerra civil, com a part del Caminho de Ferro de Benguela. Hi ha tres línies separades:
- Caminho de Ferro de Luanda (CFL) (nord)
- Caminho de Ferro de Benguela (CFB) (central)
- Caminho de Ferro de Moçâmedes (CFM) (sud)

La reconstrucció d'aquestes tres línies es va iniciar el 2005 i s'esperava que estigués acabada l'any 2012. El Caminho de Ferro de Benguela ja es connecta a la República Democràtica del Congo.

## Ports

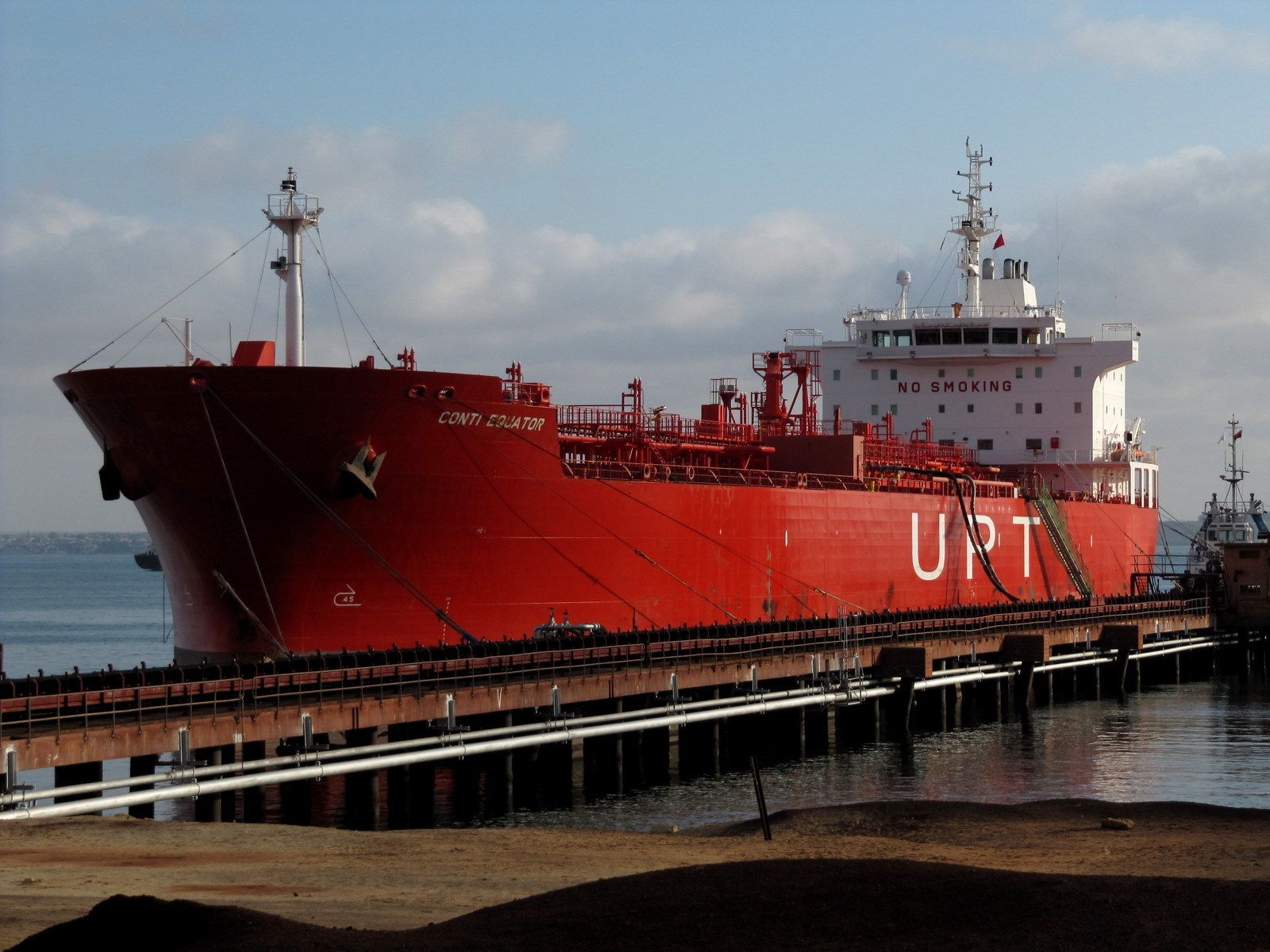
Vaixell carregant mineral al port de Namibe, Angola

El govern planeja construir un port d'aigües profundes a Barra do Dande, al nord de Luanda, a la província de Bengo vora Caxito.

## Canonades
- gas, 2 km; petroli 87 km (2008)

L'abril de 2012 la Zambian Development Agency (ZDA) i una companyia d'Angola van signar un memoràndum d'entesa (MoU) per construir un oleoducte multi-producte de Lobito a Lusaka, Zàmbia, per oferir diversos productes refinats a Zàmbia.
Angola planeja construir una refineria de petroli a Lobito en els propers anys.

## Marina mercant
- Total: 6

País en comparació amb el món: 128
- per tipus: càrrega 1, passatgers/càrrega 2, petrolier 2, roll on/roll off 1
- de propietat estrangera: 1  Espanya
- registrats en altres països: 6  Bahames (2008)

| Estadístiques de transport naval d'Angola | Estadístiques de transport naval d'Angola              |
| Total: 4 vaixells (1.000 Tones de Registre Brut o més) | Total: 4 vaixells (1.000 Tones de Registre Brut o més) |
| Total: 4,343 TRB/4,643 TPM | Total: 4,343 TRB/4,643 TPM                             |
| Vaixells de Càrrega | Vaixells de Càrrega                                    |
| --- | ------------------------------------------------------ |
| Vaixells a granel | 67                                                     |
| Porta-barcasses | 10                                                     |
| Vaixells de càrrega | 1                                                      |
| Cisternes |                                                        |
| Petroliers | 1                                                      |
| Vaixells de passatgers |                                                        |
| Combinats de càrrega i passatger | 2                                                      |
| \| Propietat estrangera i documentació \| Propietat estrangera i documentació \| \| -------------------------------------------- \| ----------------------------------- \| \| \| \| \| Note: 6 vaixells registrats a Bahames (2006) \| \| |                                                        |
| Font: Aquest article conté material del CIA World Factbook que, com a publicació del Govern federal dels Estats Units, és de domini públic.                                                                                               |                                                        |
| Propietat estrangera i documentació |                                                        |
| |                                                        |
| Note: 6 vaixells registrats a Bahames (2006) |                                                        |

## Aeroports
- 211 (2008)

### Aeroports amb pista asfaltada
- total: 30
- més de 3,047 m: 5
- 2,438 a 3,047 m: 8
- 1,524 a 2,437 m: 12
- 914 a 1,523 m: 4
- menys de 914 m: 1 (2008)

### Aeroports sense pista asfaltada
- total: 181 (2008)
- més de 3,047 m: 2
- 2,438 a 3,047 m: 5
- 1,524 a 2,437 m: 32
- 914 a 1,523 m: 100
- menys 914 m: 42 (2008)

### Aerolínies angolanes
- TAAG Angola Airlines
- SonAir

### Història
Angola tenia aproximadament un total de 43 aeroports en 2004, dels quals 31 tenien pistes pavimentades en 2005. Hi ha un aeroport internacional a Luanda. Els serveis internacionals i nacionals són proporcionats per TAAG Angola Airlines, Aeroflot, British Airways, Brussels Airlines, Lufthansa, Air France, Air Namibia, Cubana, Ethiopian Airlines, Emirates, Delta Air Lines, Royal Air Maroc, Iberia, Hainan Airlines, Kenya Airways, South African Airways, TAP Air Portugal i diverses empreses regionals. El 2003, les companyies nacionals i internacionals van portar 198.000 passatgers. Hi ha pistes d'aterratge per al transport intern a Benguela, Cabinda, Huambo, Namibe, i Catumbela.